# Paraphrotenia fascipennis
Paraphrotenia fascipennis är en tvåvingeart som beskrevs av Lars Zakarias Brundin 1966. Paraphrotenia fascipennis ingår i släktet Paraphrotenia och familjen fjädermyggor. Inga underarter finns listade i Catalogue of Life.